# Larbi Benbarek
Haj Abdelkader Larbi Ben M'barek, mais conhecido como Larbi Benbarek (Casablanca, 16 de Junho de 1914 –– Casablanca, 16 de Setembro de 1992), foi um futebolista que atuava como meio-campo e treinador marroquino que defendeu a Seleção Francesa de Futebol na época colonial de seu país.
Primeiro jogador a ganhar o apelido de La Perle Noir ("Pérola Negra", em uma tradução livre), Benbarek também foi o primeiro futebolista africano a ter sucesso no futebol europeu, principalmente em sua passagem pela Espanha. Benbarek também foi condecorado com a Ordem de Mérito da FIFA, sendo a mais alta honraria adjudicada pela entidade.
Pelé, considerado o maior jogador da história, definiu Benbarek com a seguinte frase: “se eu sou o Rei do Futebol, Benbarek era o Deus”.

## Carreira
De ascendência senegalesa, nasceu e cresceu no Marrocos, à época ainda protetorado francês, onde também começou sua carreira no futebol, primeiro defendendo o Idéal Club Casablanca, o qual chegou aos dezesseis anos, e posteriormente o Marocaine, chegando dois anos depois, o qual acabaria criando uma grande identificação, apesar de pouco expressivo no cenário marroquino.[carece de fontes?]
Como Marrocos era colônia francesa, o Olympique de Marseille passou a "garimpar" jogadores no país, assim como nas demais colônias africanas pertencentes à França. Assim, Benbarek atravessou o Mediterrâneo em 1938, quando assinou com o clube de Marseille. Logo em sua primeira temporada, o atacante marcou dez gols e ajudou o clube a ficar com o vice-campeonato francês. Foi quando seu nome se projetou, motivando a criação do apelido La Perle Noir.
Sua primeira passagem na Europa, entretanto, seria interrompida em 1939 devido ao início da Segunda Guerra Mundial, retomando-a apenas após o fim do conflito, em 1945, quando passou a defender o Stade Français. Durante o período de guerra, como não detinha plena nacionalidade francesa, não teve obrigação de defender o país na guerra, mas viu-se obrigado a se refugiar durante os combates, retornando ao Marrocos, onde passou a atuar novamente pelo Marocaine, o qual havia deixado no ano anterior para atuar no futebol europeu.
Quando chegou ao futebol europeu para sua primeira passagem, também recebeu suas primeiras chances na Seleção Francesa, ainda no mesmo ano que chegara, em 1938. As atuações pelo selecionado, entretanto, durariam apenas até o início do ano seguinte, quando teve o início da Segunda Guerra, e um breve retorno após o fim do conflito. Ao todo, até aquele momento, Benbarek defendera a seleção em dezoito partidas, tendo marcado três vezes. Benbarek ainda teve uma partida de despedida da seleção, em 1954, transformando-o no jogador com mais tempo servindo a seleção, com quinze anos entre sua primeira e última convocação.
Após três temporadas bem-sucedidas no Stade Français, foi transferido para o Atlético de Madrid, o qual pagou dezessete milhões de francos para contratá-lo. Na época, sua transferência teve significativo impacto, uma vez que a Espanha vivia a ditadura franquista e eram raras as contratações de estrangeiros, ainda mais um africano.
Na Espanha, ganhou o apelido de "Pé de Deus", e teve grande sucesso em sua passagem, principalmente após a chegada de Helenio Herrera, o qual fora seu treinador no Stade Français. Esteve presente em dois títulos espanhóis conquistados com Herrera no comando da equipe, nas temporadas 1949/50 e 1950/51 (os quais, juntamente com os dois títulos conquistados anteriormente pelo clube, o mesmo tornava-se, ao lado do Barcelona, no clube com maior número de conquistas no torneio, ficando à frente de seu rival Real Madrid).
Deixou o clube 1953, próximo de completar 39 anos, retornando ao Marseille, onde ficou durante duas temporadas, quando deixou a Europa para retornar ao futebol africano, desta vez pelo Medinat Bel-Abbès, da Argélia, então também colônia francesa. Deixou o clube em 1956, aposentando-se do futebol. No ano seguinte, entretanto, teve uma breve passagem no comando da Seleção Marroquina, se tornando o primeiro treinador da história desta, uma vez que o país conseguiu a independência da França pouco antes. A passagem também se repetiria em 1960, mas também durando pouco tempo.[carece de fontes?]